# 桐生正幸
桐生 正幸（きりう まさゆき、1960年4月23日 -  現在、６５歳。）は日本の心理学者（博士（学術））。専門は、犯罪心理学、生理心理学、社会心理学。東洋大学社会学部長、教授。山形県米沢市出身。山形県立米沢興譲館高等学校。文教大学人間科学部、大学評価・学位授与機構より学士 （文学）。東亜大学大学院総合学術研究科生命科学専攻より博士（学術）、学位論文は、犯罪捜査場面における虚偽検出検査の研究：「GKT検出理論への記憶と不安からのアプローチ」（北大路書房）。山形県科学捜査研究室主任研究官、関西国際大学人間科学部教授を経て現在に至る。社会心理学科および社会学研究科社会心理学専攻の教授として研究、教育活動を行っている。聖心女子大学、神戸学院大学の非常勤講師を兼任。
日本犯罪心理学会常任理事、日本心理学会代議員、日本応用心理学会常任理事、（一社）社会行動研究会理事などの研究活動や、大阪府、兵庫県などの審議員などを歴任。尼崎市防犯アドバイザー、各警察での犯罪捜査支援、民事訴訟における意見などの社会貢献を実践。また、日本カスタマーハラスメント対応協会を立ち上げるなど、心理学の社会実装も行っている。

## 業績・研究
- AIと心理学の融合的研究「コンバージングテクノロジー研究会[9][10]」の代表として，特殊詐欺対策などの研究を行っている。また，カスタマーハラスメントに関する調査や対策[11][12]を検討している。
- 自律神経系の生理指標を用いた記憶、感情の分析（CIT検査[13]）や、多変量解析や推計統計学などを用いた犯罪行動分析（犯罪者プロファイリング）など、犯罪心理全般に関する研究。また、地域防犯活動やSNSを介した性犯罪被害などに関して、フィールドワークや質問紙調査などを用いた探索的な犯罪事象の分析も行っている。
- 著書[14]：主な著書に『テキスト司法・犯罪心理学』（北大路書房）、『悪いヤツらは何を考えているのか』（SBビジュアル新書）『カスハラの犯罪心理学』[15]など。犯罪心理学に関する単著、共編著、分担執筆などの著書20冊以上、犯罪心理学に関する学術論文など80本以上。
- 心理学の社会実装[16]について。大学教員として、民事事件への意見書、殺人事件などへの捜査協力など多数あり。研究業績により警察庁長官賞を、捜査協力において警察から感謝状などを、また保険金詐欺に関する基礎研究などについては日本応用心理学会大会にて優秀賞を、それぞれ受賞している。社会実装として研究開発に協力している企業など，「株式会社Singular Perturbations[17]」，「富士通株式会社[18]」である。
- 犯罪心理学の社会発信[19]について。国内外のTV[20][21]、新聞[22]、ネット記事[23]などに対し、事件分析などの取材協力、またクローズアップ現代+などTV報道番組に出演多数。犯罪に関わる映画やドラマ監修、解説なども行う。